# Fisktjärnen (Frostvikens socken, Jämtland, 717965-140911)
Fisktjärnen är en sjö i Strömsunds kommun i Jämtland och ingår i Ångermanälvens huvudavrinningsområde. Sjön har en area på 0,0685 kvadratkilometer och ligger 595,4 meter över havet.

## Delavrinningsområde
Fisktjärnen ingår i det delavrinningsområde (718001-141009) som SMHI kallar för Rinner till Lill-Jorm. Medelhöjden är 517 meter över havet och ytan är 3,68 kvadratkilometer. Det finns inga avrinningsområden uppströms utan avrinningsområdet är högsta punkten. Vallån som avvattnar avrinningsområdet har biflödesordning 3, vilket innebär att vattnet flödar genom totalt 3 vattendrag innan det når havet efter 331 kilometer. Avrinningsområdet består mestadels av skog (94 procent). Avrinningsområdet har 0,14 kvadratkilometer vattenytor vilket ger det en sjöprocent på 3,8 procent.